# Amarildo Souza do Amaral
Amarildo Souza do Amaral (nacido el 2 de octubre de 1964 en Curitiba, Brasil) es un exfutbolista brasileño. Jugaba de delantero y su primer club fue Toledo Work.

## Carrera
Comenzó su carrera en 1982 jugando para el Toledo Work. Jugó para el club hasta 1983. En 1984 se pasó al Botafogo. En ese año se pasó al Operário. En 1985 regresó al Botafogo. En ese año se fue al Inter Limeira. En 1986 se pasó al XV Piracicaba. En ese año se fue al Internacional, en donde jugó hasta 1988. En ese año se fue a España para probar suerte en el Celta de Vigo, en donde se quedó jugando hasta 1989. En ese año se fue a Italia, en donde jugó para la Lazio, manteniéndose en el equipo hasta 1990. En ese año se sumó a las filas del AC Cesena, jugando allí hasta 1992. En ese año se fue a Portugal para sumarse al FC Famalição. En ese año regresó a España para formar parte del CD Logroñés. Jugó para ese equipo hasta 1993. En ese año regresó a Portugal para volver a formar parte del FC Famalição, jugando allí hasta 1995. En ese año regresó a Brasil para jugar en el União São João. En ese año se pasó al São Paulo. En 1996 se pasó al Bahia. En 1998 se fue al GD Ribeirão, club en el cual se retiró en 1999.

## Clubes
| Club           | País     | Año       |
| -------------- | -------- | --------- |
| Toledo Work    | Brasil   | 1982-1983 |
| Botafogo       | Brasil   | 1984      |
| Operário       | Brasil   | 1984      |
| Botafogo       | Brasil   | 1985      |
| Inter Limeira  | Brasil   | 1985      |
| XV Piracicaba  | Brasil   | 1986      |
| Internacional  | Brasil   | 1986-1988 |
| Celta de Vigo  | España   | 1988-1989 |
| Lazio          | Italia   | 1989-1990 |
| AC Cesena      | Italia   | 1990-1992 |
| FC Famalição   | Portugal | 1992      |
| CD Logroñés    | España   | 1992-1993 |
| FC Famalição   | Portugal | 1993-1995 |
| União São João | Brasil   | 1995      |
| São Paulo      | Brasil   | 1995      |
| Bahia          | Brasil   | 1996      |
| GD Ribeirão    | Brasil   | 1998-1999 |